# João Maria de Oliveira Martins
João Maria Leitão de Oliveira Martins, né le 31 octobre 1934 à Esposende et mort le 30 novembre 2011 à Lisbonne, est un homme politique portugais membre du Parti social-démocrate (PPD/PSD).

## Biographie

### Formation et vie professionnelle
Il est licencié en génie civil de l'université de Porto. Il travaille d'abord comme ingénieur au sein de l'administration du port de Leixões, à Matosinhos. Il rejoint ensuite la direction d'entreprises du secteur du bâtiment et des travaux publics.
Il est le président du conseil directeur de l'ordre des ingénieurs entre avril et novembre 1985.

### Engagement politique
Il est secrétaire d'État aux Communications et aux Transports de 1970 à 1974, dans le dernier gouvernement de l'État nouveau conduit par Marcelo Caetano. Après la chute du régime, il rejoint le PPD/PSD.
Le 6 novembre 1985, João Maria de Oliveira Martins est nommé ministre des Travaux publics, des Transports et des Communications dans le premier gouvernement du libéral Aníbal Cavaco Silva.
Aux élections législatives anticipées du 17 juillet 1987, il se trouve élu député du district de Viana do Castelo à l'Assemblée de la République. Il est reconduit dans le deuxième cabinet Cavaco Silva le 17 août suivant. Relevé de ses fonctions le 24 avril 1990, il est réélu dans le district de Braga lors des élections législatives du 6 octobre 1991. Il démissionne en 1994 et met un terme à sa carrière politique.